# Zacualpan, México
Zacualpan là một đô thị thuộc bang México, México. Năm 2005, dân số của đô thị này là 13800 người.